# Rosa Camuna (premio regionale)
Il Premio Rosa Camuna è un premio istituito dalla giunta regionale della Regione Lombardia nell'ottobre 1996 in origine destinato, annualmente, a cinque donne particolarmente distintesi nei vari campi per il loro impegno a favore della condizione femminile, delle pari opportunità e a favore della collettività. Successivamente, nel 2014,  le modalità di conferimento sono state modificate per poter estendere la platea dei beneficiari. Da allora, il premio è conferito annualmente il 29 maggio, in occasione della Festa della Lombardia, proclamata per ricordare lo svolgimento della battaglia di Legnano (29 maggio 1176) quando le truppe della Lega Lombarda sconfissero l'esercito imperiale di Federico Barbarossa, ponendo così fine al tentativo di egemonizzare i comuni dell'Italia settentrionale da parte dell'imperatore tedesco. Il Premio Rosa Camuna riconosce pubblicamente «l'impegno, l'operosità, la creatività e l'ingegno di coloro che si siano particolarmente distinti nel contribuire allo sviluppo economico, sociale, culturale e sportivo della Lombardia (...) conferito ogni anno, tenendo conto della rappresentanza dei territori, fino ad un massimo di 5 persone fisiche, imprese, enti, associazioni, fondazioni e realtà residenti, con sede o operanti in Lombardia».
Il premio, inizialmente costituito da una scultura raffigurante la Rosa Camuna, accompagnata da una pergamena recante la motivazione e un numero progressivo corrispondente a quello conservato sul Registro delle concessioni a cura del Cerimoniale regionale, è stato poi concesso nella forma attuale di una medaglia dorata di forma circolare di 60 mm di diametro raffigurante incisa al proprio interno la Rosa camuna, simbolo della Regione Lombardia, decorata con pietre preziose. La decorazione viene portata di norma appesa ad un nastro di colore verde, colore presente nella bandiera e nello stemma regionali, ma non indossabile.
Dal 2016 è stata introdotta la facoltà del Presidente della Regione Lombardia e dell'ufficio di Presidenza del Consiglio Regionale di segnalare candidati, non assegnatari del Premio Rosa Camuna, che per riconosciuti meriti possono essere insigniti di una “Menzione Speciale”, dal 2019 limitatamente a dieci segnalazioni, e dal 2017, il solo Presidente della Regione Lombardia può inoltre segnalare fino ad un massimo di due (tre fino al 2019) persone fisiche, imprese, enti, associazioni e fondazioni residenti, con sede o operanti in Lombardia, non assegnatari del Premio Rosa Camuna, che per riconosciuti meriti possono essere insigniti del “Premio Speciale del Presidente”.
La concessione del Premio Rosa Camuna è revocabile con provvedimento adottato dal Presidente della Regione, sentito l’Ufficio di Presidenza.

## Insigniti
- 2016: Bobo Mainini, sportivo e rallysta[8]
- 2017: Massimiliano Finazzer Flory, regista e attore[9]

## Legislazione
- Decreto della Giunta regionale del 4 ottobre 1996, n. VI/18690 «Istituzione del Premio Rosa Camuna»
- Deliberazione della Giunta regionale del 4 aprile 2014, n. X/1605, «Istituzione del nuovo premio «Rosa Camuna» e all. Regolamento per l'attribuzione[5]
- Deliberazione della Giunta regionale del 22 gennaio 2016, n. X/4743, «Premio Rosa Camuna - Aggiornamento regolamento» e all. Regolamento per l'attribuzione[10]
- Deliberazione della Giunta regionale del 16 gennaio 2017, n. X/6112, «Premio Rosa Camuna 2017 - Aggiornamento regolamento» e all. Regolamento per l'attribuzione[11]
- Deliberazione della Giunta regionale del 14 gennaio 2019, n. XI/1136, «Premio Rosa Camuna 2019 - Modifica regolamento» e all. Regolamento per l'attribuzione[3]